# 甘味度
甘味度（かんみど、英: sweetness）は甘味料の甘さの指標である。スクロース（ショ糖）の甘さを基準として比較する。

## 測定方法
基本的に人の味覚を元に測定する。このため、定量的な値ではない。
一定質量濃度のショ糖溶液と他の甘味料溶液を比較し、同等の甘さを感じる濃度から求める手法や、溶液の甘みを知覚できる閾値における濃度を比較することで求める手法などがある。甘味度はこれらの測定方法の違いによっても値が変化する。